# 石川光貞
石川 光貞（いしかわ みつさだ、生年不詳 - 文永6年2月2日（1269年3月13日））は、鎌倉時代の武将。大和源氏の流れを汲む陸奥石川氏8代目当主。石川広季の長男。光長、長英、貞徳、貞斉らの父。従五位下駿河守、従四位下左馬頭。夫人は北条泰時の娘。
幼名は千勝丸。元服後に光貞と改め、従五位下駿河守に任じられる。
弘長3年（1263年）3月、鎌倉で征夷大将軍三品宗尊親王に拝謁、北条時頼に面会。上洛して入朝し、従四位下左馬頭に任じられる。

## 系譜
```
石川光貞┳長女（
仁科盛朝
室）
　　　　┣光長（第9第当主）
　　　　┣次女（
藤原義広
室）
　　　　┣長英
　　　　┣貞徳（摂津守）
　　　　┣三女（早世）
　　　　┣四女（
村上親清
室）
　　　　┗貞齊
```